# Half Japanese
A Half Japanese egy amerikai együttes, amit 1977-ben alapítottak Marylandben. Tagjai: Jad Fair (gitár/ének), John Sluggett (basszusgitár), Jason Willet (gitár/ének) és Maureen Tucker (dob).

## Diszkográfia
- Half Alive (1977)
- Calling All Girls 7 (1977)
- Mono/No No 7 (1978)
- Half Gentlemen/Not Beasts (1980)
- Loud (1981)
- Spy/I know how it Feels...Bad/My Knowledge Was Wrong 7 (1981)
- Horrible (1982)
- 50 Skidillion Watts Live (1984)
- Our Solar System (1985)
- Sing No Evil (1985)
- Music To Strip By (1987) – (1993) re-release has bonus tracks
- U.S. Teens Are Spoiled Bums 7 (1988)
- Charmed Life (1988)
- Real Cool Time/What Can I Do/Monopoly EP (1989)
- the Band That Would Be King (1989)
- We Are They Who Ache with Amorous Love (1990)
- T For Texas/Go Go Go Go 7 (1990)
- Everybody Knows, Twang 1 EP (1991)
- 4 Four Kids EP (1991)
- Eye of the Hurricane/Said and Done/U.S. Teens are Spoiled Bums/Daytona Beach EP (1991)
- Fire In the Sky (1993)
- Postcard EP (1991)
- Best Of Half Japanese (1993)
- Boo: Live in Europe 1 (1994)
- Hot (1995)
- Greatest Hits (1995)
- Best Of Half Japanese Vol. 2 (1995)
- Bone Head (1997)
- Heaven Sent (1997)
- Hello (2001)
- Overjoyed (2014)
- Perfect (2016)
- Hear the Lions Roar (2017)
- Why Not? (2018)
- Invincible (2019)

## Dokumentumfilm
- Half Japanese: the Band That Could Be King, 1993